# Jerzy Kowalski
Jerzy Kowalski (Sławsko, 23 de febrero de 1988) es un deportista polaco que compite en remo.
Ganó una medalla de bronce en el Campeonato Mundial de Remo en Sala de 2024, en la prueba de ligero 2000 m. Participó en los Juegos Olímpicos de Tokio 2020, ocupando el octavo lugar en la prueba de doble scull ligero.

## Palmarés internacional
| Campeonato Mundial | Campeonato Mundial      | Campeonato Mundial | Campeonato Mundial |
| Año                | Lugar                   | Medalla            | Prueba             |
| ------------------ | ----------------------- | ------------------ | ------------------ |
| 2024               | Praga (República Checa) | Medalla de bronce  | Ligero 2000 m      |